# نؤوم
نؤوم أو إطْريز (الاسم العلمي Eleotris)، جنس أسماك بحرية من قوبيونيات الشكل وفصيلة الراقوديات. أنواعه 27، أعطانها البحار الاستوائية والشبه الاستوائية.